# Micropsalliota
Micropsalliota là một chi nấm trong họ Agaricaceae.